# قرار مجلس الأمن التابع للأمم المتحدة رقم 1988
قرار مجلس الأمن التابع للأمم المتحدة رقم 1988، المتخذ بالإجماع في 17 يونيو 2011، بعد التذكير بالقرارات 1267 (1999)، 1333 (2000)، 1363 (2001)، 1373 (2001)، 1390 (2002)، 1452 (2002)، 1455 (2003) و1526 (2004) و1566 (2004) و1617 (2005) و1624 (2005) و1699 (2006) و1730 (2006) و1735 (2006) و1822 (2008) و1904 (2009) بشأن الإرهاب والتهديد لأفغانستان، فرض المجلس أنظمة عقوبات منفصلة على القاعدة وطالبان.
تناول القرار 1988 العقوبات المتعلقة بطالبان، بينما تناول القرار 1989 (2011) العقوبات على القاعدة. وحتى صدور القرارين، كانت العقوبات على طالبان والقاعدة تتولاها نفس اللجنة.

## تفاصيل
وأكد مجلس الأمن من جديد أن الحالة في أفغانستان ما زالت تشكل تهديدا للسلم والأمن الدوليين. وتضمن أحكام القرار المعتمد بموجب الفصل السابع من ميثاق الأمم المتحدة ما يلي:
- نظام عقوبات جديد يستهدف حركة طالبان والمرتبطين بها؛
- تم نقل أفراد طالبان الأفغان المدرجين ضمن قائمة الأفراد الخاضعين للعقوبات التي تم إنشاؤها بعد القرار 1267 إلى قائمة العقوبات الجديدة التي تم إنشاؤها بموجب القرار الحالي؛
- إنشاء «لجنة عقوبات أفغانستان» الجديدة للإشراف على تنفيذ العقوبات؛
- كان من المقرر أن ترفع اللجنة الجديدة العقوبات المفروضة على أعضاء طالبان السابقين الذين نبذوا العنف وانضموا إلى عملية المصالحة؛
- كان من المقرر أن ترسل الحكومة الأفغانية قائمة إلى لجنة الأفراد الذين شعرت بإمكانية شطبهم؛
- كان من المفترض أن يتسم نظام العقوبات الجديد بالشفافية وأن تطبق العقوبات بشكل عادل.

ويتضمن مرفق القرار تعليمات للجنة الجديدة.

## روابط خارجية
- نص القرار في undocs.org
- لجنة مجلس الأمن المنشأة بموجب القرار 1988